# Gabino Cintra
Gabino Cintra (ur.  1942 – Rio de Janeiro, zm. 28 listopada 2010 – Rio de Janeiro) – brazylijski brydżysta, World Grand Master (WBF).

## Wyniki brydżowe

### Olimpiady
Na olimpiadach uzyskał następujące rezultaty:
| Olimpiady Brydżowe. Zawody teamów | Olimpiady Brydżowe. Zawody teamów | Olimpiady Brydżowe. Zawody teamów | Olimpiady Brydżowe. Zawody teamów | Olimpiady Brydżowe. Zawody teamów | Olimpiady Brydżowe. Zawody teamów |
| Rok                               | Miejsce                           | Zawody                            | Kategoria                         | Drużyna                           | Pozycja                           |
| --------------------------------- | --------------------------------- | --------------------------------- | --------------------------------- | --------------------------------- | --------------------------------- |
| 1980                              | Valkenburg                        | 6 Olimpiada Teamów                | Open                              | Brazil                            | 7                                 |
| 1976                              | Monte Carlo                       | 5. Olimpiada Teamów               | Open                              | Brazil                            | 1                                 |

### Zawody światowe
W światowych zawodach zdobył następujące lokaty:
| Mistrzostwa Świata. Konkurencja teamów | Mistrzostwa Świata. Konkurencja teamów | Mistrzostwa Świata. Konkurencja teamów | Mistrzostwa Świata. Konkurencja teamów | Mistrzostwa Świata. Konkurencja teamów | Mistrzostwa Świata. Konkurencja teamów |
| Rok                                    | Miejsce                                | Zawody                                 | Kategoria                              | Drużyna                                | Pozycja                                |
| -------------------------------------- | -------------------------------------- | -------------------------------------- | -------------------------------------- | -------------------------------------- | -------------------------------------- |
| 1997                                   | Hammamet                               | 33 Mistrzostwa Świata Teamów           | Open                                   | Brazil                                 | 9                                      |
| 1995                                   | Pekin                                  | 32 Mistrzostwa Świata Teamów           | Open                                   | Brazil                                 | 9                                      |
| 1994                                   | Albuquerque                            | 9. Mistrzostwa Świata                  | Open                                   | Cintra                                 | 33                                     |
| 1986                                   | Miami Beach                            | 7. Mistrzostwa Świata                  | Open                                   | Chagas                                 | 25                                     |
| 1985                                   | São Paulo                              | 27 Mistrzostwa Świata Teamów           | Open                                   | Brazil                                 | 4                                      |
| 1982                                   | Biarritz                               | 6 Mistrzostwa Świata                   | Open                                   | Chagas                                 | 45                                     |
| 1979                                   | Rio de Janeiro                         | 24. Mistrzostwa Świata Teamów          | Open                                   | Brazil                                 | 6                                      |
| 1978                                   | Nowy Orlean                            | 5 Mistrzostwa Świata                   | Open                                   | Chagas                                 | 2                                      |
| 1976                                   | Monte Carlo                            | 22. Mistrzostwa Świata Teamów          | Open                                   | Brazil                                 | 4                                      |
| 1974                                   | Wenecja                                | 20 Mistrzostwa Świata Teamów           | Open                                   | Brazil                                 | 3                                      |
| 1973                                   | Guarujá                                | 19 Mistrzostwa Świata Teamów           | Open                                   | Brazil                                 | 3                                      |
| 1971                                   | Tajpej                                 | 18. Mistrzostwa Świata Teamów          | Open                                   | Brazil                                 | 5                                      |

| Mistrzostwa Świata. Konkurencja par | Mistrzostwa Świata. Konkurencja par | Mistrzostwa Świata. Konkurencja par | Mistrzostwa Świata. Konkurencja par | Mistrzostwa Świata. Konkurencja par | Mistrzostwa Świata. Konkurencja par |
| Rok                                 | Miejsce                             | Zawody                              | Kategoria                           | Partner                             | Pozycja                             |
| ----------------------------------- | ----------------------------------- | ----------------------------------- | ----------------------------------- | ----------------------------------- | ----------------------------------- |
| 1978                                | Nowy Orlean                         | 5 Mistrzostwa Świata                | Open                                | Marcelo Castello Branco             | 1                                   |

## Klasyfikacja
- Gabino Cintra – klasyfikacja WBF (ang.)